# Pelamis (électricité)
Pour les articles homonymes, voir Pelamis.
Pélamis est une structure semi-émergée composée de quatre cylindres reliés par des articulations. Il est destiné à récupérer l'énergie des vagues et à l'acheminer à la côte par un câble sous-marin sous la forme d'énergie électrique. L'entreprise écossaise Pelamis Wave Power qui a développé le projet a cessé d'exister en 2014.

## Étymologie
Pelamis platurus est un serpent marin noir et jaune vivant dans les eaux tropicales et subtropicales. Il se rencontre généralement dans les eaux peu profondes.

## Historique
Développé par la société écossaise Pelamis Wave Power (anciennement Ocean Power Delivery), le Pelamis fut connecté à un réseau électrique pour la première fois en 2004 au Royaume-Uni. Depuis, trois serpents Pelamis de première génération ont été installés au Portugal en 2009. La première machine de seconde génération fut installée fin 2010 au Centre européen d'énergie marine (EMEC) situé en Écosse. Pelamis Wave Power a cessé d'exister en 2014.

## Structurement
Le pelamis est une structure semi-émergée, composée de quatre cylindres reliés par des articulations, ce serpent métallique est positionné dans la direction de propagation de la vague. Le mouvement des vagues agit dans chaque articulation sur un vérin hydraulique qui envoie du fluide haute pression vers une turbine pour produire de l’électricité. 
Un serpent a une puissance maximale de 750 kW. L'énergie produite est conduite par un câble sous-marin jusqu'à la côte.

## Projets

### Portugal
Le 23 septembre 2008 fut inaugurée la première exploitation commerciale du Pelamis. Trois récupérateurs d'énergie des vagues ont été installés au large de Póvoa de Varzim dans la ferme à vagues d'Aguçadoura. Ce projet prévoyait initialement une capacité de 2,25 MW correspondant à la consommation moyenne de 1 500 foyers. Il n'a fonctionné que 2 mois.

### La Réunion
Après une enquête publique menée du 31 janvier au 1er mars, le projet de centrale houlomotrice Pelamis de la société réunionnaise Seawatt a reçu l'accord de la Préfecture le 27 août 2012 pour une implantation dans le secteur de la pointe du Diable à Saint-Pierre. L'installation des 5 premiers Pelamis devaient démarrer en 2014 avec un objectif de production de 3 MW. Ensuite, une extension de 20 à 30 MW était prévue grâce à la réalisation d'une centrale constituée de 30 Pelamis qui permettrait d'alimenter près de 20 000 foyers. Le coût est estimé à 25 millions d'euros. Le prototype n'a pas résisté à son premier cyclone en 2014 et le projet a été abandonné.

## Images

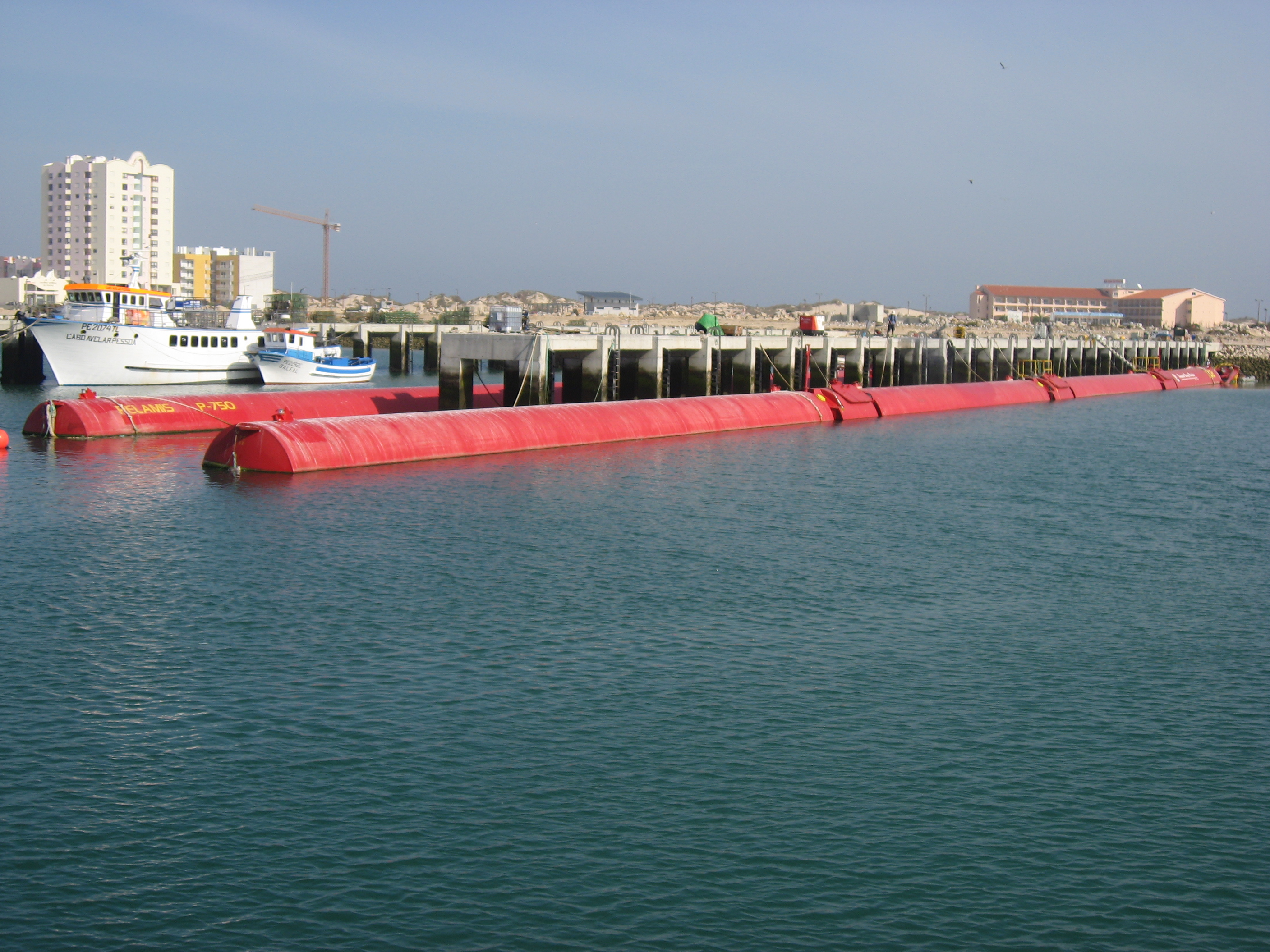
2 des 3 machines Pelamis dans le port de Peniche, Portugal.
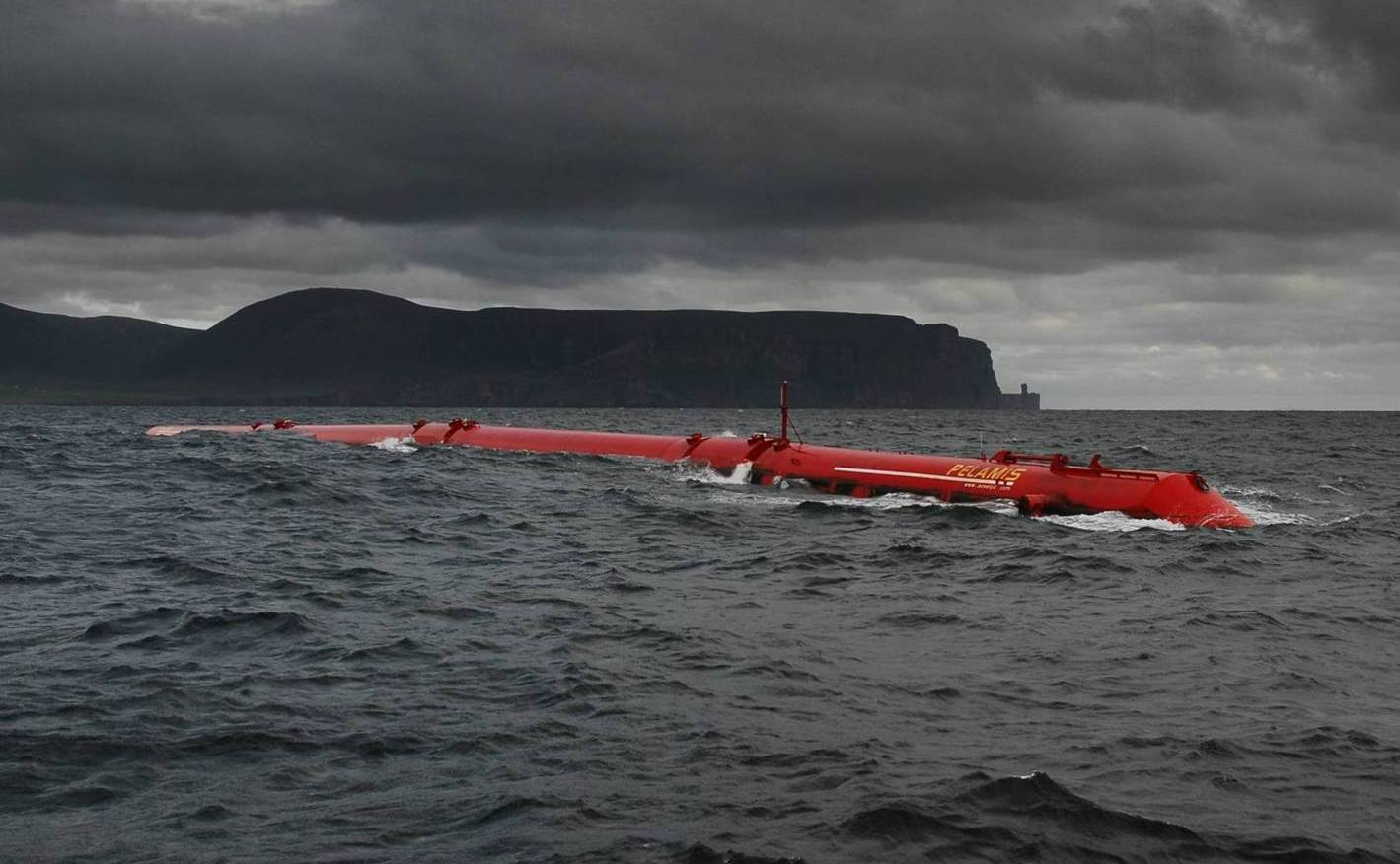
Prototype du Pelamis à l'EMEC.
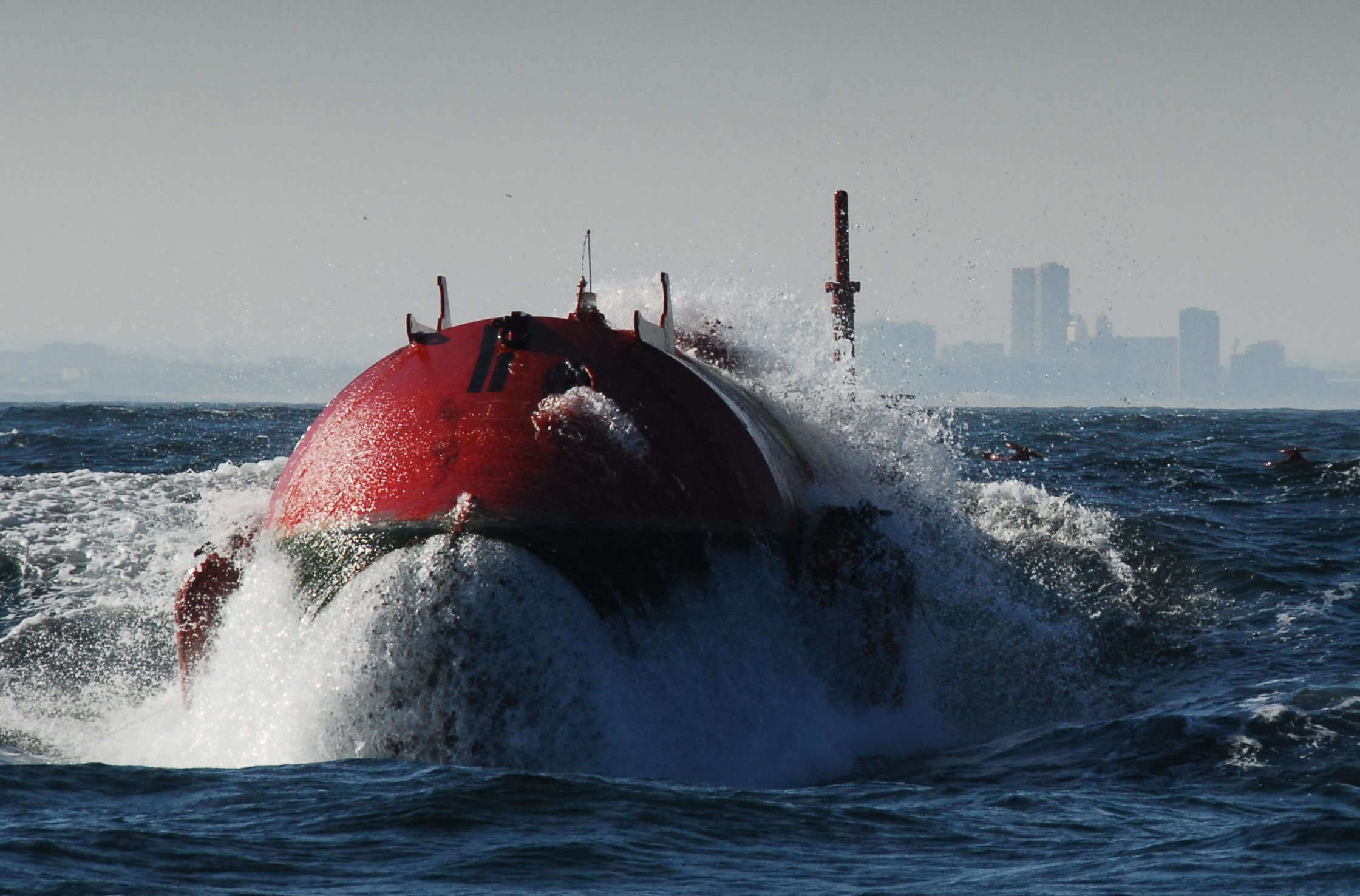
Proue du Pelamis jaillissant des vagues à la ferme à vagues d'Aguçadoura